# 1994年の宝塚歌劇公演一覧
本項目では、1994年の宝塚歌劇公演一覧（1994ねんのたからづかかげきこうえんいちらん）について示す。

## 宝塚大劇場公演
（）内は、作者または演出者名。参考資料は90年史。

### 月組
- 1月1日 - 2月7日
  - 『風と共に去りぬ』（植田紳爾　脚本・演出、谷正純　演出）

### 星組
- 2月11日 - 3月21日
  - 『若き日の唄は忘れじ』（大関弘政　脚本・演出）
  - 『ジャンプ・オリエント!』（村上信夫）

### 花組
- 3月25日 - 5月9日
  - 『ブラック・ジャック 危険な賭け』（正塚晴彦）
  - 『火の鳥』（草野旦）

### 雪組
- 5月13日 - 6月20日
  - 『風と共に去りぬ<スカーレット編>』（植田紳爾　脚本・演出、谷正純　演出）

### 月組
- 6月24日 - 8月8日
  - 『エールの残照』（谷正純）
  - 『TAKARAZUKA・オーレ!』（植田紳爾）

### 星組
- 8月12日 - 9月26日
  - 『カサノヴァ・夢のかたみ』（小池修一郎）
  - 『ラ・カンタータ!』（岡田敬二）

### 花組
- 9月30日 - 11月7日
  - 『冬の嵐、ペテルブルグに死す』（太田哲則　脚本・演出）
  - 『ハイパー・ステージ!』（石田昌也）

### 雪組
- 11月11日 - 12月18日
  - 『雪之丞変化』（柴田侑宏、尾上菊五郎　演出）
  - 『サジタリウス』（中村暁）

## 東京宝塚劇場公演
（）内は、作者または演出者名。参考資料は90年史。

### 雪組
- 3月3日 - 3月28日
  - 『ブルボンの封印』（太田哲則　脚本・演出）
  - 『コート・ダジュール』（小原稔弘、石田昌也　演出）

### 月組
- 4月1日 - 4月27日
  - 『風と共に去りぬ』（植田紳爾　脚本・演出、谷正純　演出）

### 星組
- 6月3日 - 6月29日
  - 『若き日の唄は忘れじ』（大関弘政　脚本・演出）
  - 『ジャンプ・オリエント!』（村上信夫）

### 花組
- 7月3日 - 7月29日
  - 『ブラック・ジャック 危険な賭け』（正塚晴彦）
  - 『火の鳥』（草野旦）

### 雪組
- 8月2日 - 8月29日
  - 『風と共に去りぬ<スカーレット編>』（植田紳爾　脚本・演出、谷正純　演出）

### 月組
- 11月2日 - 11月27日
  - 『エールの残照』（谷正純）
  - 『TAKARAZUKA・オーレ!』（植田紳爾）

### 星組
- 12月1日 - 12月26日
  - 『カサノヴァ・夢のかたみ』（小池修一郎）
  - 『ラ・カンタータ!』（岡田敬二）

## 宝塚バウホール公演
（）内は、作者または演出者名。参考資料は90年史。

### 星組
- 1月2日 - 1月7日
  - 『ラ・トルメンタ』（酒井澄夫）

### 雪組
- 1月15日 - 1月30日
  - 『二人だけの戦場』（正塚晴彦）

### 花組
- 2月5日 - 2月13日
  - 『サラン・愛』（中村一徳）

### 月組
- 2月26日 - 3月12日
  - 『たけくらべ』（柴田侑宏　脚本・演出）

### 星組
- 4月17日 - 5月5日
  - 『ある日　夢のとばりの中で』（中村暁）

### 花組
- 5月29日 - 6月12日
  - 『アロー・アロー・キャメロット?』（太田哲則　脚本・演出）

### 花・雪組
- 8月18日 - 8月21日
  - 『ライド・オン』（石田昌也）

### 月組
- 8月28日 - 9月11日
  - 『WANTED』（正塚晴彦）

### 雪組
- 9月22日 - 10月4日
  - 『風に吹かれて』（横澤英雄　脚本・演出）

### 星組
- 10月15日 - 10月28日
  - 『Shion〜愛の祈り〜』

- 11月3日 - 11月12日
  - 『燃える愛の翼』（村上信夫）

### 月組
- 12月24日 - 12月30日
  - 『ローン・ウルフ』（小池修一郎）

## その他の日本公演
（）内は、作者または演出者名。参考資料は90年史。

### 雪組
- 1月5日 - 1月16日　大阪・シアター・ドラマシティ
  - 『ライト＆シャドウ』（石田昌也）

### 花組
- 2月1日 - 2月13日　中日劇場
  - 『ベイ・シティ・ブルース』（小池修一郎）
  - 『イッツ・ア・ラブ・ストーリー』（横澤英雄）

### 雪組・特別
- 2月4日 - 2月13日　東京・日本青年館
  - 『二人だけの戦場』（正塚晴彦）

### 月組・特別
- 2月25日 - 3月3日　東京・日本青年館
  - 『夢の10セントの銀貨』（中村暁　脚色・演出）

- 3月5日 - 3月9日　愛知厚生年金会館
  - 『夢の10セントの銀貨』（中村暁　脚色・演出）

### 星組
- 4月13日 - 4月29日　広島、高松、仙台、市川、静岡、呉
  - 『うたかたの恋』（柴田侑宏　脚本・演出）
  - 『パパラギ』（草野旦）

- 5月1日 - 5月5日　福岡市民会館
  - 『うたかたの恋』（柴田侑宏　脚本・演出）
  - 『パパラギ』（草野旦）

### 花組・特別
- 5月29日 - 6月6日　東京・日本青年館
  - 『たけくらべ』（柴田侑宏　脚本・演出）

- 6月8日 - 6月10日　愛知厚生年金会館
  - 『たけくらべ』（柴田侑宏　脚本・演出）

### 月組・特別
- 9月16日 - 9月25日　東京・日本青年館
  - 『WANTED』（正塚晴彦）

### 月組
- 9月18日 - 10月10日　仙台、会津若松、市川、川口、静岡、呉、広島、鹿児島、福岡
  - 『風と共に去りぬ』（植田紳爾　脚本・演出）

### 雪組・特別
- 10月1日 - 10月3日　愛知厚生年金会館
  - 『二人だけの戦場』（正塚晴彦）

### 星組・特別
- 11月3日 - 11月10日　東京・日本青年館
  - 『Shion』（草野旦）

### 月組
- 12月23日 - 12月30日　大阪・シアター・ドラマシティ
  - 『LE MISTRAL』（谷正純）

## ロンドン公演
参考資料は80年史。
- 1994年7月5日大阪国際空港出発、7月26日大阪国際空港帰着

### 公演日と公演地
- 7月11日 - 7月23日　ロンドン・コロシアム劇場

### 主催等
- 主催：宝塚歌劇団
- 後援：在英国日本国大使館、国際交流基金
- 協賛：三菱商事 株式会社

ほか77社・1団体。

### 演目
- 『花扇抄<花姿恋錦絵>』（酒井澄夫　作・演出）
- 『扉のこちら』（木村信司　脚本・演出）
- 『ミリオン・ドリームズ』（三木章雄　作・演出）

### スタッフ
- 団長：荒木義男
- マネージャー：田中拓助、久保孝満
- 演出：酒井澄夫、三木章雄、石田昌也、木村信司、
- 音楽指揮：寺田瀧雄

ほか計31人。

### 参加生徒
- 松本悠里
- 立ともみ
- 千珠洸
- 安寿ミラ
- 若央りさ
- 出雲綾
- 朋舞花
- 夏河ゆら
- 貴柳みどり
- 真琴つばさ

- 香寿たつき
- 真織由季
- 五峰亜季
- 毬丘智美
- 萌水せりか
- 紫吹淳
- 有未れお
- 希佳
- 夏城令
- 和央ようか

- 麻希ゆい
- 二葉かれん
- 祐輝薫
- 美穂圭子
- 伊織直加
- 宝樹彩
- 湖月わたる
- みずき愛
- 山吹紗代
- 久城彬

- 風花舞
- 星奈優里
- 真由華れお
- 樹里咲穂
- 欧波翼
- 翠花果
- 月影瞳
- 星野瞳
- 瑠菜まり
- 彩輝直

- 鈴懸三由岐
- 成瀬こうき
- 高央りお
- 城華阿月
- 有沙美帆
- 朝海ひかる

（46人）

## 催し物
参考資料は90年史。

### TMPスペシャル
- 5月20日・21日　宝塚大劇場
- 『夢まつり'94』-ファン感謝の夕べ-（総監修：植田紳爾）

### 宝塚ロンドン公演試演会
- 6月25日・26日　宝塚バウホール

### 『モン・パリ』誕生記念日特別追加公演
- 9月1日　宝塚大劇場
  - 『レビュー記念日』（構成・演出：岡田敬二）

### 80周年記念　第35回宝塚舞踊会
- 10月7日　宝塚大劇場
  - 『祝舞傘寿彩』（指導：藤間勘寿郎・藤間勘二郎・花柳禄春・花柳禄寿重）

### 第11回バウ・コンサート
- 11月15日・17日・18日　宝塚バウホール
  - 『CHECKMATE』-ルークとビショップとクィーンのしなやかな饗宴-（構成・演出：谷正純）

### 宝塚歌劇80周年21世紀フォーラム『シンポジウム宝塚80』
- 8月9日　宝塚バウホール
  - 基調講演『宝塚文化と小林精神（阪急文化）』（講師：津金澤聡廣）

- 8月10日　宝塚バウホール
  - 基調講演『21世紀の宝塚歌劇』（講師：陳舜臣）

- 8月11日　宝塚バウホール
  - 基調講演『宝塚歌劇団の展望』（講師：尾崎宏次）

### 宝塚歌劇80周年記念式典
- 9月9日　宝塚大劇場
  - 第一・二部：『夢を描いて華やかに』
  - 第三部：『ラ・カンタータ』

### 宝塚歌劇80周年記念'94宝塚歌劇大運動会
- 10月18日　阪急西宮スタジアム
  - 『宝塚歌劇団大運動会』-夢を描いて華やかに-